# Verrucina
Verrucina, en ocasiones erróneamente denominado Arverrucum, es un género de foraminífero bentónico de la subfamilia Crithionininae, de la familia Crithioninidae, de la superfamilia Saccamminoidea, del suborden Saccamminina y del orden Astrorhizida. Su especie tipo es Verrucina rudis. Su rango cronoestratigráfico abarca el Holoceno.

## Discusión
Clasificaciones previas incluían Verrucina en la familia Hemisphaeramminidae de la superfamilia Astrorhizoidea, así como en el suborden Textulariina del orden Textulariida.

## Clasificación
Verrucina incluye a la siguiente especie:
- Verrucina rudis